# دانييل غيلبرت
دانييل غيلبرت (بالإنجليزية: Daniel Gilbert)‏ (و. 1957 – م) هو نفساني، وأستاذ جامعي، من الولايات المتحدة الأمريكية، وهو عضوٌ في الأكاديمية الأمريكية للفنون والعلوم.Edge.org

## التعليم
تعلم في جامعة برنستون، وكولورادو دينفر.

## أعمال بارزة
من أهم أعماله:
- Stumbling on Happiness.

## مناصب وهيئات
أدار جامعة هارفارد.

## جوائز
حصل على جوائز منها:
- جائزة كتب العلوم للجمعية الملكية (2007)
- زمالة غوغنهايم.

## روابط خارجية
- دانييل غيلبرت على موقع IMDb (الإنجليزية)
- دانييل غيلبرت على موقع ميوزك برينز (الإنجليزية)
- دانييل غيلبرت على موقع قاعدة بيانات الفيلم (الإنجليزية)